# Eyralpenus atricrures
Eyralpenus atricrures là một loài bướm đêm thuộc phân họ Arctiinae, họ Erebidae.